# Charlotte Worthington
Charlotte Elizabeth Worthington (Manchester, 26 juni 1996) is een Brits wielrenster.
Worthington is een BMXster die gespecialiseerd is in het onderdeel park.
Worthington werd olympisch kampioene op het onderdeel BMX park in Tokio.

## Belangrijkste resultaten
| Jaar | WK       | Olympische Spelen | Overig |
| ---- | -------- | ----------------- | ------ |
| 2019 | BMX park |                   |        |
| 2020 |          |                   |        |
| 2021 | BMX park | BMX park          |        |
| 2022 |          |                   |        |

2020: Charlotte Worthington · 
2024: Deng Yawen